# Heeßel (Burgdorf)
Heeßel is een plaats in de Duitse gemeente Burgdorf (Hannover) in de deelstaat Nedersaksen. Het stadsdeel telt ongeveer 1000 inwoners.
Heeßel ligt aan de gedegradeerde Bundesstraße 188.

## Weblinks
- Heeßel op de Webpagina van Burgdorf[dode link]